# Елизавета фон Вангенхейм-Винтерштейн
Елизавета фон Вангенхейм-Винтерштейн (нем. Elisabeth von Wangenheim-Winterstein; 16 января 1912, Тюбинген — 15 марта 2010, Мюнхен) — немецкая баронесса. Жена последнего наследного принца Саксен-Веймар-Эйзенаха, Карла Августа.

## Биография
Елизавета родилась 16 января 1912 года, в Тюбингене. У неё была сестра-близнец Доротея (1912—2006). Её родителями были барон Отмар фон Вангенхейм-Винтерштейн (1866—1947) и баронесса Мод фон Трюцшлер цу Фалькенштейн (1880—1913). Через год после рождения, её мать умерла при родах сына.
Детство она провела в Тюрингии в замке Беринген. Ещё в юности, она начала обучаться на пианиста в Ганновере, но была вынуждена прекратить учебу, так как смерть их матери оставила её овдовевшего отца, который нуждался в помощи в семейном поместье. Её образование оставило ей пожизненную любовь к музыке, особенно к Моцарту, а также привязанность к литературе.
В первой половине 1945 года она с супругом бежала в западную часть Германии из-за приближающейся Красной Армии. Они поселились у Эрнста II Гогенлоэ-Лангенбургского, в замке Вайкерсхайм. Все их имущество которое находилось в Советской зоне оккупации, было национализировано. Небольшая часть имущества им была возвращена после объединения Германии, но никто из них не вернулся в Тюрингию.
Елизавета последние 14 лет своей жизни прожила в Мюнхене. Большую часть времени в своей дальнейшей жизни она была одна.
Она умерла 15 марта 2010 года в возрасте 98 лет в Мюнхене.  Её останки были захоронены в замке Вартбург, с которым, по словам ее сына, она всегда была очень эмоционально связана и хотела, чтобы это место стало ее последним пристанищем.

## Личная жизнь
5 октября 1944 года Елизавета вышла замуж за Карла Августа Саксен-Веймар-Эйзенахского (1912—1988). Карл Август был старшим сыном великого герцога Вильгельма Эрнста (1876—1923), и его жены Феодоры Саксен-Мейнингенской (1890—1972). У супругов родилось трое детей:
- Елизавета Саксен-Веймар-Эйзанахская (род. 22 июля 1945), муж с 1981 года Миндерт Дидерик де Кант (род. 1934). Они развелись в 1983 году. Детей в браке не было.
- Михаэль Саксен-Веймар-Эйзенахский (род. 15 ноября 1946), глава Саксен-Веймар-Эйзенахского дома с 1988 года. Был дважды женат. Имеет одну дочь от второго брака.
- Беатриса-Мария Саксен-Веймар-Эйзенахская (род. 11 марта 1948), жена с 1977 года Чарльза Мартина Дэвидсона (род. 1940), от брака с которым у неё есть одна дочь.

Елизавета и Карл Август позже расстались, но официально так и не развелись.